# Батталов, Габдулла Вазыхович
Абдулла Вазыхович Батталов (1 мая 1916 — 25 августа 1944, Берлин) — участник подпольной организации Волжско-татарского легиона «Идель-Урал».

## Биография
Абдулла Баттал родился 1 мая 1916 года в деревне Большие Тиганы бывшего Спасского уезда Татарии (ныне Алексеевский район Татарстана) в семье крестьянина-середняка. Он был пятым из шести детей. Окончил семь классов сельской школы, работал в колхозе, окончил среднюю школу в Чистополе, затем работал на шахте. Мечтал о военной службе и носил фуражку лётчика своего брата Салиха. Его внешность сейчас известна именно по его фотографии в будённовке, сделанной в 1930 г.
Абдулла Батталов был призван в армию в 1937 г. Он служил в Казанском Кремле, потом был направлен на курсы младших командиров — в «Татаро-башкирскую военную школу». Повредив ногу во время несчастного случая, был признан негодным к военной службе, вернулся в родную деревню и стал заведующим клубом. В 1938 г. он женился на девушке Хадиче, однако их дочь умерла в раннем детстве, а брак был неудачным и вскоре распался.
В 1941 г. Абдулла Баттал с началом Великой Отечественной войны отправился на фронт, попал в немецкий плен и оказался в легионе Идель-Урал. Войдя в подпольную группу Мусы Джалиля — Гайнана Курмаша, он выполнял роль связного. Из-за предательства татарское подполье было разоблачено, и Абдулла Батталов был арестован вместе с десятью другими подпольщиков.
После суда в феврале 1944 г. 11 татарских подпольщиков были казнены 25 августа 1944 г. в тюрьме Плётцензее в Берлине.

## Память
Вместе с другими джалильцами был реабилитирован 5 мая 1990 г., когда Указом Президента СССР М. С. Горбачёва «за активную патриотическую деятельность в подпольной антифашистской группе и проявленные при этом стойкость и мужество» курмашевцы были посмертно награждены орденом Отечественной войны I степени.  В 1999 году в родной деревне Абдуллы Баттала Большие Тиганали одна из улиц была названа его именем (ещё одна улица названа в честь его брата Салиха Баттала). Имя Абдуллы Баттала высечено на барельефе рядом с именами других татарских подпольщиков у памятника Мусы Джалилю в Казани.